# Galaxie 500
Galaxie 500 est un groupe de rock indépendant américain. Il est formé à Boston en 1986 et séparé en 1991, après avoir publié trois albums. Le groupe tire son nom d'un hommage à la voiture de l'un de leurs amis.

## Biographie
Le guitariste Dean Wareham, le batteur Damon Krukowski et la bassiste Naomi Yang se rencontrent à la Dalton School de New York dès 1981, mais ne commencent à répéter ensemble que durant leur temps libre à l'Université Harvard,,. Wareham et Krukowski avaient formé différents groupes amateurs, influencés par le mouvement punk, avant que Wareham ne reparte à New York. À son retour en 1987, il forme un nouveau groupe avec Krukowski et Yang, nouvelle venue à la basse : le groupe choisit son nom, Galaxie 500, d'après le modèle de voiture d'un ami, (une Ford des années 1960, le modèle Ford Galaxie 500. Dans un premier temps, Krukowski ne possède pas son propre kit de batterie et emprunte celui de son camarade d'Harvard Conan O'Brien (qui venait d'arrêter d'en jouer). Ce kit de batterie peut être entendu sur la majorité des premiers enregistrements de Galaxie 500.
Le groupe commence à se produire en concert à Boston et New York. Ils enregistrent une démo, et l'envoient au patron du label Shimmy Disc et producteur, Mark Kramer, qui accepte de produire le groupe. Avec l'arrivée de Kramer aux manettes, le groupe enregistre le single Tugboat en février 1988 et le flexi disc Oblivious, avant de poursuivre avec l'enregistrement de leur premier album. Le résultat, intitulé Today (où apparaissent ces deux titres) est publié sur un petit label indépendant, Aurora. Le groupe entame alors une tournée au Royaume-Uni, à la fin de l'année 1988. En 1989, ils signent un contrat chez Rough Trade et sortent leur deuxième album, On Fire. Décrit par un critique comme un album « psychédélique et lo-fi, comme si Jonathan Richman jouait avec The Velvet Underground pour l'accompagner », il est considéré comme étant l'album majeur de Galaxie 500. Ce deuxième opus atteint la 7e place des charts anglais indépendants et reçoit un accueil critique enthousiaste au Royaume-Uni. Toutefois, il est moins bien reçu par la presse musicale américaine, qui met en cause les limites vocales de Wareham,.
Grâce au travail de production sur le son du groupe en live (Kramer se tient derrière la console à chaque concert du groupe), le groupe se forge un son et s'attire un public à la fidélité indéfectible, au fur et à mesure des sorties en disque. En septembre 1989 et en octobre 1990, Galaxie 500 enregistre deux sessions pour le programme de John Peel sur BBC Radio 1 (les fameuses Peel Sessions). Leur reprise de Jonathan Richman, Don't Let Our Youth Go to Waste (déjà présente sur l'album Today), leur vaut d'être classé 41e au Festive 50 (le top 50 des auditeurs de l'émission de John Peel), en 1989. Par ailleurs, le dernier concert de la dernière tournée européenne est également enregistré à Copenhague, le 1er décembre 1990, mais l'album intitulé Copenhagen ne paraît que tardivement en 1997.
Le groupe se sépare au printemps 1991 après la publication de leur troisième album, This Is Our Music. Ce split serait dû au départ de Dean Wareham pour New York, après une longue tournée américaine,. Les enregistrements de Galaxie 500 sont alors publiés au Royaume-Uni comme aux États-Unis par le label indépendant Rough Trade. Lorsque celui-ci fait faillite en 1991, Damon Krukowski et Naomi Yang rachètent les masters lors d'une vente aux enchères, avant de les remasteriser en 1996, sur le label Rykodisc. Les trois albums sont ainsi publiés dans un coffret avec une compilation de raretés, Uncollected. En 1998, paraît chez Rykodisc une compilation best-of du groupe, The Portable Galaxie 500.
En 2005, les Peel Sessions enregistrées par le groupe sont finalement publiées.

## Post-séparation
Après la séparation de Galaxie 500, Wareham s'est essayé à la production, collaborant notamment avec Mercury Rev. Il publie un single solo, Anesthesia, en février 1992, puis fonde un nouveau groupe, Luna. Krukowski et Yang poursuivent également leur carrière, brièvement sous le pseudonyme de Pierre Etoile, avant de fonder Damon and Naomi (dont les deux premiers albums sont produits également par Kramer) et de se produire en tant que membres de Magic Hour. Ils fondent également la maison d'édition Exact Change, qui publie les écrits avant-gardistes d'artistes tels que John Cage ou Salvador Dalí. Dean Wareham lance également le duo Dean and Britta. Le 11 mars 2014, il sort un premier album solo éponyme dont la production est assurée par Jim James (My Morning Jacket).

## Style musical et influences
Galaxie 500 avait une approche technique assez simple au niveau instrumental, améliorée par le style atmosphérique de la production de leurs disques. The Velvet Underground et Jonathan Richman sont souvent cités comme leurs influences principales. Dans une interview sur le DVD Don't Let Our Youth Go to Waste de Galaxie 500, Dean Wareham cite également Spacemen 3 comme une influence déterminante.
La musique de Galaxie 500 a eu une influence notable sur de nombreux groupes de musique indépendante, entre autres sur Low. Leurs chansons ont été reprises et citées par de nombreux artistes connus. Ainsi, dans sa chanson Stratford-on-Guy, Liz Phair chante "And I was pretending that I was in a Galaxie 500 video". Dans la chanson Dr. Troll de Xiu Xiu, Jamie Stewart chante « Listen to On Fire and pretend someone could love you. » The Submarines ont repris Tugboat sur leur récent iTunes Live Session EP. The Brian Jonestown Massacre a intitulé un de ses albums And This Is Our Music à l'image du troisième et dernier opus de Galaxie 500 (lui-même titré d'après un album d'Ornette Coleman). Thurston Moore, leader de Sonic Youth qualifie leur album Today comme le guitar record de 1988. British Sea Power a également repris Tugboat pour la compilation de Rough Trade Stop Me If You Think You've Heard This One Before. Enfin, le groupe Portastatic a lui aussi enregistré une reprise de Tugboat.

## Membres
- Dean Wareham - chant, guitare
- Naomi Yang - chant, basse
- Damon Krukowski - batterie
- Mark Kramer - production

## Discographie

### Albums studio
- 1988 : Today (Aurora)
- 1989 : On Fire (Rough Trade)
- 1990 : This Is Our Music (Rough Trade)

### Splits
- 1997 : Copenhagen (live, 1990) (Rykodisc)
- 2005 : Peel Sessions

### Compilations
- 1997 : Galaxie 500 (coffret 4 CD, Today, On Fire, This Is Our Music et Uncollected) (septembre 1996) (Rykodisc)
- 1998 : The Portable Galaxie 500 (best-of) (Rykodisc)
- 2004 : Uncollected (raretés) (Rykodisc)
- 2024 : Uncollected Noise New York ’88-’90 (Faces B, inédits, raretés,...)

### Singles
- 1988 : Tugboat/King of Spain (Aurora)
- 1997 : Oblivious (flexi-disc inclus avec le magazine Chemical Imbalance)
- 1989 : Blue Thunder/Hail : split single avec Straightjacket Fits
- 1990 : Blue Thunder EP (Rough Trade)
- 1990 : Rain/Don't Let Our Youth Go to Waste (Caff)
- 1990 : Fourth of July/Here She Comes Now (Rough Trade)
- 2004 : Snowstorm (live)/Pictures (live)

### Reprises
L'œuvre du groupe inclut un grand nombre de reprises, souvent interprétées et arrangées très différemment de l'œuvre originale. Parmi celles-ci :
- Listen the Snow Is Falling de Yoko Ono
- Ceremony de Joy Division/ New Order
- Submission des Sex Pistols
- Rain des Beatles
- Don't Let Our Youth Go to Waste de Jonathan Richman
- Cheese and Onions du groupe parodique The Rutles
- Here She Comes Now du Velvet Underground
- Isn't It a Pity de George Harrison
- Final Day des Young Marble Giants
- Victory Garden de Red Krayola
- Moonshot de Buffy Sainte-Marie
- Well... All Right de Buddy Holly

### Vidéos
- Tugboat (1988)
- Blue Thunder (1989)
- When Will You Come Home (1989)
- Fourth of July (1990)

### DVD
- Don't Let Our Youth Go to Waste (2004)